# Bryce Louie
Bryce Louie (6 de marzo de 2002) es un deportista estadounidense que compite en esgrima, especialista en la modalidad de florete. Ganó una medalla de plata en el Campeonato Mundial de Esgrima de 2025, en la prueba de equipo.

## Palmarés internacional
| Campeonato Mundial | Campeonato Mundial | Campeonato Mundial | Campeonato Mundial  |
| Año                | Lugar              | Medalla            | Prueba              |
| ------------------ | ------------------ | ------------------ | ------------------- |
| 2025               | Tiflis (Georgia)   | Medalla de plata   | Florete por equipos |